# دايتون (فيرجينيا)
دايتون (بالإنجليزية: Dayton, Virginia)‏ هي بلدة أمريكية تقع في الولايات المتحدة في مقاطعة روكنغهام (فيرجينيا). يقدر عدد سكانها بـ 1,360 نسمة ومساحتها 2.1 كم2 وترتفع عن سطح البحر 367 متر.

## التركيبة السكانية
حدّد مكتب تعداد الولايات المتحدة بيانات التركيبة السكانية لدايتون في تعداد الولايات المتحدة. في ما يلي، التركيبة السكانية حسب تعدادي 2000 و2010.

### تعداد عام 2000
بلغ عدد سكان دايتون 1,344 نسمة بحسب تعداد عام 2000، وبلغ عدد الأسر 542 أسرة وعدد العائلات 384 عائلة مقيمة في البلدة. في حين سجلت الكثافة السكانية 503.4 نسمة لكل كيلومتر مربع (1,303.8/ميل2). وبلغ عدد الوحدات السكنية 565 وحدة بمتوسط كثافة قدره 211.6 لكل كيلومتر مربع (548.0/ميل2).
وتوزع التركيب العرقي للبلدة بنسبة 94.20% من البيض و0.67% من الأمريكيين الأفارقة و0.37% من الأمريكيين ذوي الأصول الآسيوية و2.90% من الأعراق الأخرى و1.86% من عرقين مختلطين أو أكثر و6.62% من الهسبانيون أو اللاتينيون من أي عرق.
بلغ عدد الأسر 542 أسرة كانت نسبة 33.6% منها لديها أطفال تحت سن الثامنة عشر تعيش معهم، وبلغت نسبة الأزواج القاطنين مع بعضهم البعض 57.6% من أصل المجموع الكلي للأسر، ونسبة 7.7% من الأسر كان لديها معيلات من الإناث دون وجود شريك،  بينما كانت نسبة 5.5% من الأسر لديها معيلون من الذكور دون وجود شريكة وكانت نسبة 29.2% من غير العائلات. تألفت نسبة 24.9% من أصل جميع الأسر من عدة أفراد يعيشون في نفس المنزل ونسبة 9.8% كانت تتألف من شخص يعيش بمفرده يبلغ من العمر 65 عاماً أو أكثر. وبلغ متوسط حجم الأسرة المعيشية 2.48، أما متوسط حجم العائلات فبلغ 2.97.
بلغ العمر الوسطي للسكان 37.2 عاماً. وكانت نسبة 24.1% من القاطنين تحت سن الثامنة عشر، وكانت نسبة 6.8% بين الثامنة عشر والرابعة والعشرين عاماً، ونسبة 33.6% كانت واقعةً في الفئة العمرية ما بين الخامسة والعشرين والرابعة والأربعين عاماً، ونسبة 19.9% كانت ما بين الخامسة والأربعين والرابعة والستين، ونسبة 15.6% كانت ضمن فئة الخامسة والستين عاماً فما فوق. يوجد لكل 100 أنثى 98.2 ذكر، ويوجد لكل 100 أنثى في الثامنة عشر من عمرها فما فوق 96.5 ذكر.
بلغ متوسط دخل الأسرة في البلدة 35,958 دولارًا، أما متوسط دخل العائلة فبلغ 44,732 دولارًا. وكان متوسط دخل الذكور 30,109 دولارًا مقابل 23,906 دولارًا للإناث. وسجل دخل الفرد الخاص بالبلدة 17,600 دولارًا. وكانت نسبة 3.5% من العائلات ونسبة 8.1% من السكان تحت خط الفقر، وكان من هؤلاء نسبة 10.2% تحت سن الثامنة عشر ونسبة 7.5% في الخامسة والستين من العمر وما فوق.

### تعداد عام 2010
بلغ عدد سكان دايتون 1,530 نسمة بحسب تعداد عام 2010، وبلغ عدد الأسر 624 أسرة وعدد العائلات 425 عائلة مقيمة في البلدة. في حين سجلت الكثافة السكانية 573 نسمة لكل كيلومتر مربع (1,484.1/ميل2). وبلغ عدد الوحدات السكنية 662 وحدة بمتوسط كثافة قدره 247.9 لكل كيلومتر مربع (642.1/ميل2).
وتوزع التركيب العرقي للبلدة بنسبة 92.55% من البيض و0.72% من الأمريكيين الأفارقة و0.52% من الأمريكيين ذوي الأصول الآسيوية و5.16% من الأعراق الأخرى و1.05% من عرقين مختلطين أو أكثر و9.02% من الهسبانيون أو اللاتينيون من أي عرق.
بلغ عدد الأسر 624 أسرة كانت نسبة 31.2% منها لديها أطفال تحت سن الثامنة عشر تعيش معهم، وبلغت نسبة الأزواج القاطنين مع بعضهم البعض 57.1% من أصل المجموع الكلي للأسر، ونسبة 7.1% من الأسر كان لديها معيلات من الإناث دون وجود شريك،  بينما كانت نسبة 4% من الأسر لديها معيلون من الذكور دون وجود شريكة وكانت نسبة 31.9% من غير العائلات. تألفت نسبة 26.8% من أصل جميع الأسر من عدة أفراد يعيشون في نفس المنزل ونسبة 11.1% كانت تتألف من شخص يعيش بمفرده يبلغ من العمر 65 عاماً أو أكثر. وبلغ متوسط حجم الأسرة المعيشية 2.45، أما متوسط حجم العائلات فبلغ 2.98.
بلغ العمر الوسطي للسكان 41.0 عاماً. وكانت نسبة 23.6% من القاطنين تحت سن الثامنة عشر، وكانت نسبة 7.1% بين الثامنة عشر والرابعة والعشرين عاماً، ونسبة 25.8% كانت واقعةً في الفئة العمرية ما بين الخامسة والعشرين والرابعة والأربعين عاماً، ونسبة 27.6% كانت ما بين الخامسة والأربعين والرابعة والستين، ونسبة 16% كانت ضمن فئة الخامسة والستين عاماً فما فوق. وتوزع التركيب الجنسي للسكان بنسبة 48.6% ذكور و51.4% إناث.